# Cheilodactylus variegatus
Cheilodactylus variegatus är en fiskart som beskrevs av Valenciennes, 1833. Cheilodactylus variegatus ingår i släktet Cheilodactylus och familjen Cheilodactylidae. Inga underarter finns listade i Catalogue of Life.